# Nasreddine Ben Saida
Nasreddine Ben Saida, arabisch نصر الدين بن سعيدة, DMG Naṣr ad-Dīn ibn Saʿīda, (* 20. Jahrhundert) ist ein tunesischer Unternehmer und Herausgeber eines tunesischen Druckerzeugnisses.
Nasreddine Ben Saida ist Herausgeber der tunesischen Tageszeitung Attounissia, die im Dezember 2011 gegründet wurde und die in Tunis in arabischer Sprache erscheint. Am 15. Februar 2012 wurde er, zusammen mit dem Chefredakteur und einem Journalisten der Zeitung, vorübergehend festgenommen, weil das Blatt ein freizügiges Foto des deutsch-tunesischen Fußballprofis Sami Khedira und dessen Freundin Lena Gercke gedruckt hatte. Bis zu seiner Entlassung am 23. Februar trat Ben Saida zwischenzeitlich in einen Hungerstreik, um gegen seine Inhaftierung zu protestieren. Am 8. März 2012 verurteilte ein Gericht Ben Saida wegen der Veröffentlichung zu einer Geldstrafe von 1000 Tunesischen Dinar (umgerechnet etwa 500 Euro) und entschied, dass alle noch existierenden Exemplare der betreffenden Zeitungsausgabe vernichtet werden müssen.